# Luis Antonio Jiménez
Luis Antonio Jiménez Garcés (Santiago de Chile, 1984. június 17. –) chilei labdarúgó, jelenleg az olasz Internazionale középpályása, de a 2009–2010-es szezont Olaszországban, a Parma csapatánál tölti. A chilei labdarúgó-válogatott tagja.

## Pályafutása
Amikor 10 éves volt, édesanyja, Elsa Garcés íratta be a helybeli Club Deportivo Palestino csapatához, ahol a korosztályos csapatokban fejlődött. Az apja ellenállt, de az édesanyja mindenben támogatta. A nagy ugrást számára 2000 decembere jelentette, amikor ugyanis 17 évesen az akkor olasz másodosztályban szereplő Ternana Calcio csapatába igazolt. Eredetileg az utánpótlás csapatba került, 2002-től tartozott az "A" kerethez. Később a csapatkapitányi kardszalagot is megkapta.

### Fiorentina
2006-ban kölcsönadták őt az elsőosztályú Fiorentinához, ahol kezdőként számított rá edzője. Az olasz első osztályban 2006. január 15-én mutatkozhatott be a Chievo Verona ellen hazai pályán. Jimenez rögtön a kezdőcsapatban kapott helyet. A mérkőzést 2-1-re megnyerte a violának becézett AC Fiorentina együttese. Az első olasz bajnoki góljára a 24. fordulóig kellett várni. A 60. percben 2-0-s vezetéshez juttatta a csapatát az Internazionale ellen. A mérkőzést végül 2-1-re nyerték meg. A szezonban összesen 19 meccsen szerepelt, és három gólt szerzett. Leggyakrabban jobb oldali középpályást vagy középcsatárt játszott. Az idény végén a Ternana visszahívta őt.

### Lazio
A Ternana ezután a SS Lazio csapatához adta kölcsön egy előszerződéssel, aminek értelmében a fővárosi csapatot illeti a chilei játékos játékjoga abban a szezonban és év végén a Lazio megvásárolhatta a játékost 11 millió euróért. A Lazio és a Ternana csapata között egy félreértés alakult ki, így Luis az évet a Ternana csapatában kezdte. A játékos a szövetség elé is vitte az ügyet. Emellett kijelentette, hogy nem játszik az akkor már harmadosztályú csapatban. A sokáig tatró jogi vita után végül az UEFA a Ternanának adott igazat, Luis végül télen mégis a Lazio csapatában kötött ki. A Lazioban 16 meccsen szerepelt, és két gólt lőtt.

### Inter

#### 2007/2008
2007 nyarán került az Internazionale csapatához kölcsönben egy ugyanilyen előszerződéssel. Jimenez leigazolásának az első számú oka az volt, hogy még 18 éves kora előtt Olaszországba került, így Olaszországban nevelkedett focistának számít. Az Inter keretében csak Francesco Toldo és Marco Materazzi olasz, így kellett egy harmadik személy, hogy teljesítsék az UEFAra vonatkozó követelményeket. Gyakran még a cserepadra sem fért fel, viszont a sok sérült (Luís Figo, Dejan Stankovic, Patrick Vieira) miatt Roberto Mancini edző kénytelen volt Jimenezt kezdőcsapatba tenni. Jimenez bizonyított, az SS Lazio és a AC Milan ellen is (az olasz Gazzetta dello Sport újság szerint) a mérkőzés legjobbja volt. Összesen 15-ször kapott Mancinitől bizalmat, és három alkalommal vette be az ellenfél hálóját. A bajnokságot egyébként az Internazionale nyerte meg. Luis a Bajnokok ligájában is bemutatkozhatott. 2007. szeptember 19-én a török Fenerbahçe otthonába látogattak, és 20 perc játéklehetőséget kapott Roberto Mancini edzőtől. Két hónappal később szintén a Fenerbahçe ellen megszerezhette első BL gólját 2007. november 27-én. A 2008-as év végén az Inter 11 millió euróért vásárolhatja meg a játékost, akinek egyébként 2009 nyarán jár le a szerződése a Ternana csapatánál.

#### 2008/2009
2008. május 5-én Jimenez végleg az Inter csapatához került 6 millió euróért, 2012-ig szóló szerződést írt alá a milánói csapattal. Az új év első meccse az olasz szuperkupa-döntő volt, ahol győztek az AS Roma ellen tizenegyesekkel. Jimenez csereként lépett pályára a 72. percben, és a tizenegyespárbajban lőtt egy gólt.
Nem folytatódott jól az év a chilei számára. Összeszedett egy sérülést, egy hónapig nem állhatott a portugál José Mourinho rendelkezésére. Aztán az egy hónapból három lett, a 14. bajnoki meccsen, 2009. november 30-án játszhatott legközelebb.
A téli átigazolási időszak során Jiménez szeretett volna új csapatot magának, komolyabb érdeklődő az Atlético Madrid volt. Egy kölcsönszerződésről volt szó egy Jiménez által ismert elővásárlási opcióval, azaz amennyiben az Atlético Madrid elégedett a chilei középpályással nyáron végleg meg tudják őt vásárolni. Jiménez végül maradt Milánóban. A játékos továbbra is mellőzve lett, José Mourinho nem számolt vele, gyakran sérült, így 35 bajnoki mérkőzésből mindössze 5-en szerepelt egy keveset.

### West Ham
Jiménez a West Ham Unitedhez került kölcsönbe 2009. június 23-án. Az egy év lejárta után az angol klub végleg megvásárolhatja a középpályást 8 millió euróért.
2009. augusztus 15-én mutatkozott be Angliában a Wolverhampton ellen megnyert mérkőzésen.
Első bajnoki gólját a Burnley ellen 5-3-ra megnyert mérkőzésen lőtte büntetőből.

### Parma
2010. február 1-jén elhagyta a londoni csapatot, és az olasz Parma FC csapatához került kölcsönbe.

## Válogatottság
2004. április 28-án mutatkozott be a chilei válogatottban Peru ellen egy barátságos mérkőzésen. Az első hivatalos meccsére 2004. július 9-én került sor Brazília ellen.
2005 nyarán vált alapemberré a válogatottban, a 2006-os labdarúgó világbajnokság selejtezőén részt vett. Az utolsó öt fordulóban minden meccsen szerephez jutott, ebből négy alkalommal volt benne a kezdő tizenegyben. 2005. június 9-én hazai pályán az ő két góljával verték meg 2-1 arányban Venezuela csapatát. 22 évesen a válogatott csapatkapitánya volt és a 10-es mezt viselte. 2005–2006-os szezonban pedig megválasztották az év chilei játékosának.
A válogatottban az utolsó mérkőzését Paraguay ellen játszotta 2007. november 14-én.

## Statisztika
| Csapat         | Szezon    | Osztály | Bajnokság (mérk./gól) | Kupa (mérk./gól) | Szuperkupa (mérk./gól) | Európa (mérk./gól) |
| Ternana        | 2002-2003 | B       | 6 (1)                 | ?                | 0                      | 0                  |
| Ternana        | 2003-2004 | B       | 34 (10)               | ?                | 0                      | 0                  |
| Ternana        | 2004-2005 | B       | 32 (11)               | ?                | 0                      | 0                  |
| Ternana        | 2005-2006 | B       | 16 (3)                | ?                | 0                      | 0                  |
| AC Fiorentina  | 2005-2006 | A       | 19 (3)                | 0                | 0                      | 0                  |
| Ternana        | 2006-2007 | C1      | 0                     | 0                | 0                      | 0                  |
| SS Lazio       | 2006-2007 | A       | 16 (2)                | 0                | 0                      | 0                  |
| Internazionale | 2007-2008 | A       | 15 (3)                | 4 (0)            | 0                      | 3 (1)              |
| Internazionale | 2008-2009 | A       | 6 (0)                 | 1 (0)            | 1 (0)                  | 0                  |
| West Ham       | 2009-2010 | A       | 11 (1)                | 1 (0)            | 0                      | 0                  |
| Parma          | 2009-2010 | A       | 12 (1)                | 0                | 0                      | 0                  |

Frissítve: 2010. július 28.

## Magánélet
Barátnője egy chilei modell, Maria José "Cote" Lopez. 2006 nyara óta alkotnak egy párt.

## Sikerei, díjai
- Olasz bajnok: 2008, 2009
- Olasz szuperkupa győztes: 2008

## Fordítás
- Ez a szócikk részben vagy egészben  a   Luis Jiménez című spanyol Wikipédia-szócikk fordításán alapul.  Az eredeti cikk szerkesztőit annak laptörténete sorolja fel. Ez a jelzés csupán a megfogalmazás eredetét és a szerzői jogokat jelzi, nem szolgál a cikkben szereplő információk forrásmegjelöléseként.
- Ez a szócikk részben vagy egészben  a   Luis Antonio Jiménez című angol Wikipédia-szócikk fordításán alapul.  Az eredeti cikk szerkesztőit annak laptörténete sorolja fel. Ez a jelzés csupán a megfogalmazás eredetét és a szerzői jogokat jelzi, nem szolgál a cikkben szereplő információk forrásmegjelöléseként.